# Karl Egon Ebert

Karl Egon Ebert um 1850

Karl Egon Ebert (* 5. Juni 1801 in Prag; † 24. Oktober 1882 in Smichow bei Prag) war ein deutsch-böhmischer Dichter.

## Leben
Karl Egon Ebert war Sohn des fürstenbergischen Residenten in Böhmen und Hofrates Michael Ebert. Nach dem Besuch des Prager Gymnasiums und des Löwenburg’schen Konviktes in Wien studierte Ebert in Prag Philosophie; während des Studiums wurde er 1819 Mitglied im „Prager burschenschaftlichen Kreis“. Nach dem Tod des mit ihm befreundeten Professors für Ästhetik Johann Heinrich Dambeck, der sein dichterisches Schaffen mit großer Anteilnahme gefördert hatte, und weiteren Schicksalsschlägen, die sich deutlich in Eberts lyrischem Werk niederschlugen, widmete er sich dem Studium der Rechtswissenschaften.
Ab 1825 arbeitete Ebert als Bibliothekar und Archivar. 1829 wurde er in Donaueschingen fürstlicher Rat und Archivdirektor im Archiv seines Paten Fürst Karl Egon von Fürstenberg. Ab 1832 war er in Prag tätig und wurde 1848 Hofrat. Er setzte sich 1848 politisch für das Zusammenleben der deutschen und tschechischen Kulturen in Böhmen ein und war Mitunterzeichner eines entsprechenden Aufrufs tschechischer und deutscher Schriftsteller vom 21. März 1848.
Zu den Opern Der Schild von Leopold Eugen Měchura und Lidwinna von Joseph Dessauer schrieb Ebert die Libretti.
Entgegen ihrem Untertitel enthalten die 1877 in Prag erschienenen Poetischen Werke nicht Eberts literarisches Gesamtwerk; mindestens ein Dutzend Dramen und zahlreiche (teils epische) Gedichte hielten der kritischen Selbsteinschätzung des Dichters nicht stand und blieben unveröffentlicht. Er starb an einer Lungenentzündung.

## Familie
Karl Egon Ebert hatte drei Schwestern: Die jung verstorbene Wilhelmine, eine begabte Sängerin, war mit dem Musiklehrer und Komponisten Wenzel Johann Tomaschek verheiratet, der elf Gedichte von Ebert vertonte. Der Sohn seiner zweiten Schwester war der Staatsbeamte und Dichter Karl Viktor Ritter von Hansgirg. Seine dritte Schwester war die Sängerin und Dichterin Juliane Glaser (1805–1890); deren Ehemann Rudolf Glaser war der Gründer der Zeitschrift Ost und West. Blätter für Kunst, Literatur und geselliges Leben.

## Werke
- Gedichte. Kronberger, Prag 1824 (Digitalisat bei Google Books)
- Dichtungen. Zweite, vermehrte Auflage. Calve, Prag 1828 (Digitalisat von Band 1 und Band 2 bei Google Books)
- Wlasta. Böhmisch-nationales Heldengedicht in drei Büchern. Calve, Prag; Vieweg, Braunschweig 1829 (Digitalisat im Münchener Digitalisierungszentrum; Digitalisat bei Google Books)
- Bretislaw und Jutta. Dramatisches Gedicht. Enders, Prag 1835 (Digitalisat bei Google Books)
- Das Kloster. Idyllische Erzählung in fünf Gesängen. Brodhagen, Stuttgart 1833 (Digitalisat bei Google Books)
- (unter dem Pseudonym Franta Wokrauliczek): Böhmische Kolatschen. Eine Sammlung böhmischer Charakterzüge und belustigender Anekdoten. Wigand, Leipzig 1833 (Digitalisat bei Google Books)
- Gedichte. Vollständige Ausgabe in drei Büchern. Cotta, Stuttgart u. Tübingen 1845 (Digitalisat der 3., stark vermehrten Ausgabe im MDZ)

Auswahlbände und Werkausgabe
- Ausgewählte Gedichte. Mit Biographie (= Meyer’s Groschen-Bibliothek der Deutschen Classiker für alle Stände („Bildung macht frei!“), Band 151). Hildburghausen 1870 (Digitalisat bei Google Books)
- Poetische Werke. Gesammtausgabe. 7 Bde. Bohemia, Prag 1877 (Digitalisate bei Google Books)

## Vertonte Gedichte
- Josephine Lang: Liederbuch für eine Singstimme mit Begleitung, Bd. 2, Nr. 14: Perle und Lied (= Der ersten Liebe Verlust, Nr. 8)
- Ludwig Siegfried Meinardus: 2 Balladen, op. 22, Nr. 2 (Frau Hitt), 1865
- Felix Mendelssohn Bartholdy: 6 Gesänge, op. 19a, Nr. 2 und 6: Das erste Veilchen (= Der ersten Liebe Verlust, Nr. 3: Lenzestod) und Reiselied, 1830–1834
- Wenzel Johann Tomaschek: Fünf Gedichte von Karl Egon Ebert für eine Singstimme mit Begleitung, op. 69 (Des Greises Trauerlied; Die Ruinen; Des Ritters Geist; Wiegenlied; Morgengruß)
- Wenzel Johann Tomaschek: Sechs Gesänge aus C. E. Eberts böhmisch-nationalem Epos „Wlasta“, op. 74 (Strabas Zauberspruch; Der Mägde Jubel; Der Mägde Spottsang über den geräderten Ctyrad; Der Mägde Siegessang; Strabas Fluch; Stiasons Klagelied am Grabe der Geliebten)